# 帕尔马斯银行
帕尔马斯銀行（葡萄牙語：Banco Palmas），是一家1998年於巴西塞阿臘州首府福塔雷薩郊区擁有32,000居民的鎮城Conjunto Palmeiras成立的社區銀行。由於其主要任務是為了確保當地經濟的發展，故又被稱為社區發展銀行. 
在巴西擁有52家相似结构的社区银行，而帕尔马斯銀行是第一家。在整个巴西。它是由Conjunto Palmeira居民协会管理（Associação dos Moradores do Conjunto Palmeira，缩写ASMOCONP）。而銀行员大多為當地志願者管理。它的使命是用团结经济系统，主要侧重于解决城乡贫困落实工作和创收方案和项目。其目标是出了提供小额贷款給居民外，也確保能為为当地產生經濟發展和消费。其特殊之處出了在於低利率外、也不要求財政登记，收入证明，或担保人（因邻居担保借款人的可靠性）。他主要使命在於確保貧困社區的居民可能無法在普通銀行貸款，卻能夠在社區銀行獲得必要性的貸款以維持社區經濟。